# Alain Payet
Alain Payet (Illa de la Reunió, 17 de gener de 1947 - París, 13 de desembre de 2007 com a resultat d'un càncer), també conegut pels pseudònims John Pardaillan, John and Frederick Brasil Amor, James Gardner, James Gartner i Alain Garnier, va ser un realitzador francès de pel·lícules pornogràfiques. És el creador del hard-crad una modalitat de porno considerada com a precursora del gènere gonzo. Al començament de la seva carrera va usar amb freqüència el pseudònim de John Loves. Va rodar també pel·lícules de sèrie B.

## Biografia
Va debutar al cinema en els anys 70 com a ajudant de realització de Philippe Labro i Claude Vida. Posteriorment es va encarregar de supervisar comèdies porno produïdes per Lucien Hustaix com Les Tripoteuses o Les Jouisseuses. Familiaritzat amb la tècnica es va atrevir amb les seves primeres pel·lícules, rodadadas, totes elles, sota el nom de John Loves. Prostitution clandestine (1975), French érection (1976) o Bangkok porno (1977) van ser alguns dels seus primers títols.
Al costat del porno, el director va rodar també alguna pel·lícula de baix pressupost sense contingut sexual explícit. Tal va ser el cas de Train spécial pour Hitler (rodada a Espanya) amb Sandra Mozarowsky i Frank Braña o L'Émir préfère els blondes amb Paul Préboist.
En 1985, i després de sumar més pel·lícules porno a la seva filmografia va dirigir La doctoresse a de gros seins, un dels grans èxits del porno francès dels anys 80. Aquesta cinta suposaria el naixement del hard-crad, un gènere porno que el propi director definiria com «una aproximació brutal i sense maquillatges del sexe en la qual es mostra tot el que és possible mostrar». Actrius amb sobrepès (com Groseille, que aconseguia els 130 quilos), actors nans (com Désiré Bastareaud) o amb físics inhabituals en el porno es repeteixen en les seves produccions de l'època.
Progressivament, sobretot des del seu fitxatge per Marc Dorcel el director va anar evolucionant des d'un porno extrem a un porno més elegant i cura pròxima a l'estil Porno chic. Section disciplinaire, estrenada després de la seva mort, és fins al moment el seu últim treball conegut.
Entre les moltes actrius dirigides per Alain Payet es pot citar a Élodie Chérie, Karen Lancaume, Laure Sainclair, Katsuni, o Tabatha Cash.

## Premis
Hot d'Or
- 1999 - Millor director europey (Le Labyrinthe)[3]
- 2000 - Millor remake d'adaptació (Les Tontons Tringleurs - Blue One)[4]

Venus Award
- 2003 : Millor realitzador[5]

FICEB
- 2000 - Premis Ninfa - Millor Director (La Fête à Gigi - International Film Grup)[6]
- 2002 - Premis Ninfa - Millor Director (Públic)[7]

## Filmografia

### Pornogràfiques
- 2007 : Section disciplinaire
- 2006 : Yasmine à la prison de femme (Marc Dorcel)
- 2005 : Oksana-Flic en uniforme (Marc Dorcel)
- 2004 : Katsumi à l'école des sorcières (Blue One)
- 2003 : Call Girls de luxe (Marc Dorcel)
- 2003 : Les célibataires (Blue One)
- 2003 : Infirmières de charme (Marc Dorcel)
- 2002 : Les Campeuses de Saint-Tropez
- 2001 : L'Affaire Katsumi (Marc Dorcel)
- 2001 : Sottopaf et Saccapine font leur cinéma (FM Vidéo)
- 2001 : La Fête à Gigi (Marc Dorcel)
- 2000 : Profession Infirmières de Nuit amb Dolly Golden, Fovéa
- 2000 : Les Tontons tringleurs (Blue One)
- 1999 : Hotdorix (Colmax)
- 1999 : La Dresseuse
- 1998 : La Marionnette (Marc Dorcel)
- 1998 : La Croupe Du Monde 98 amb Anita Blond, Dolly Golden, Fovéa, Olivia Del Rio, Océane
- 1997 : Les Nuits de la présidente (Marc Dorcel)
- 1997 : Labyrinthe (Marc Dorcel)
- 1997 : Prison (Colmax)
- 1996 : Chantier interdit au public (Colmax)
- 1996 : Séances très spéciales (Magma)
- 1995 : L'Infirmière est vaginale
- 1995 : Bourgeoise le jour et pute la nuit II (René Chateau)
- 1994 : Les Visiteuses
- 1991 : Les 3 garces (video Anais35 mm)
- 1990 : La comtesse est une pute
- 1988 : La Doctoresse a de gros seins (Cinevog 35 mm)
- 1985 : Secrétaires BCBG le jour et salopes la nuit, Beaux culs-belles gueules (Punch video)
- 1985-1995 : Petites salopes à enculer Production Cinevog 35 mm, Rêves de cul as Frédéric Brazil (Antarès), Inititiation érotique (René Chateau), Culs farcis (Penguin productions), La rousse aux gros seins (René Chateau), Réseau Baise-Sex opérator, La directrice est une salope (Penguin) Production Cinevog 35 mm, Elle suce à genoux (Antarès) Production Cinevog, Cours très privés pour jeunes baiseuses (Antarès) Production Cinevog 35 mm, L'infirmière aux gros seins (Punch video) production Cinevog 35 mm, Les aventures érotiques de Lili pute, Julie par devant, par derrière, Le tourniculeur (Video Anais)
- 1975 : Prostitution clandestine, Les gourmandes du sexe, Sexplosion

### No pornogràfica
- 1983: L'émir préfère les blondes

### Nazisploitation
- 1977: Helga, la louve de Stilberg (acreditat com Alain Garnier)
- 1977: Train spécial pour Hitler (acreditat com James Gartner)
- 1978: Nathalie dans l'enfer nazi (acreditat com James Gartner)